# Gennadij Vasiljev
Gennadij Vasiljev (russisk: Геннадий Леонидович Васильев) (født 31. august 1940 i Mikhajlovka i Sovjetunionen, død 21. oktober 1999 i Moskva i Rusland) var en sovjetisk filminstruktør og manuskriptforfatter.

## Filmografi
- Finist - Jasnyj sokol (Финист - Ясный сокол, 1976)[1][2]
- Novyje prikljutjenija kapitana Vrungelja (Новые приключения капитана Врунгеля, 1978)
- Rus iznatjalnaja (Русь изначальная, 1985)
- Tsar Ivan Groznyj (Царь Иван Грозный, 1991)
- Volsjebnyj portret (Волшебный портрет, 1997)